# Leon Ray Livingston
Leon Ray Livingston (1872–1944) était un hobo célèbre, voyageant sous le nom de "A-No.1". Il a perfectionné le système de symboles hobo (signes laissés à des endroits stratégiques pour prévenir les autres voyageurs sans-abris des dangers de tel ou tel endroit - policier hostile, chien vicieux, personnes généreuses, etc.).
Leon Ray Livingston n'était pas pauvre, il préférait simplement une vie d'errance à travers les États-Unis d'Amérique — surtout en train — à la sédentarité.
De nombreux historiens américains l'ont proclamé "Roi des hoboes" et encore nombreux sont ces admirateurs aux États-Unis.
Livingston a écrit de nombreux ouvrages sur sa vie de nomade (entre autres : Life and Adventures of A-No.1, America's Most Celebrated Tramp) dans lesquels il n'attire pas seulement l'attention sur les conditions de vie des sans-abris en Amérique, mais met aussi en avant l’excitation, les avantages et le plaisir que procurent les déplacements à travers tout le pays.
Il a vécu et publié ses livres à Érié (Pennsylvanie), et Cambridge Springs (Pennsylvanie).
À la fin de sa vie, alors qu'il continue à parcourir les États-Unis, il tente de dissuader les plus jeunes de suivre son exemple : « J'ai commencé par nécessité, continué parce que j'aimais cette vie, et maintenant, parce que je ne sais rien faire d'autre. »
Il est mort en 1944. Sur sa tombe, au cimetière de Cambridge Springs (Pennsylvanie), est écrit : "A-No.1 At rest at last" (A-No 1. Se (re)pose enfin - jeu de mots sur rest : repose et reste. Son corps fut enterré au cimetière de Laurel Hill en dehors d'Erie (Pennsylvanie).

## Postérité
Son livre From Coast to Coast with Jack London  (ISBN 99903-46-63-1) a servi de base au film L'Empereur du Nord (The Emperor of the North Pole) (1973), réalisé par Robert Aldrich.

## Traduction
(traduit de la page wikipedia anglaise).